# Koropczyk
Koropczyk (ukr. Коропчик) – wieś na Ukrainie w rejonie złoczowskim obwodu lwowskiego.

## Historia
Pod koniec XIX w. grupa domów wsi Snowicz w powiecie złoczowskim.